# Roodrugfluiter
De roodrugfluiter (Coracornis raveni) is een zangvogel uit de familie Pachycephalidae (dikkoppen en fluiters). Deze vogel is genoemd naar zijn ontdekker, de Amerikaanse natuuronderzoeker Henry Cushier Raven (1889-1944).

## Verspreiding en leefgebied
Deze soort is endemisch op het Indonesische eiland Sulawesi.

## Status
De grootte van de populatie is niet gekwantificeerd maar de soort wordt omschreven als schaars tot plaatselijk vrij algemeen. Op de Rode lijst van de IUCN heeft deze soort de status niet bedreigd.